# SS-Polizei-Regiment 23
Le 23e régiment de police SS (SS-Polizei-Regiment 23) était un régiment de police appartenant à la Schultzstaffel. Il a d'abord été nommé Régiment de police de Cracovie (Polizei-Regiment Krakau) lorsqu'il a été formé à la fin de 1939 après l'invasion allemande de la Pologne à partir des unités existantes de la Police de l'ordre (Ordnungspolizei) pour des fonctions de sécurité. Il a été rebaptisé 23e régiment de police à la mi-1942 avant de recevoir la dénomination SS (Schutzstaffel) au début de 1943.

## Formation et organisation
Le Régiment de police de Cracovie est formé le 4 novembre 1939. Sous son contrôle se trouvent trois bataillons du Groupe de police n°1 (Polizeigruppe 1) ainsi que les Bataillons de police (Polizei-Batallion) n°5 et n°106 . En avril 1940, le régiment ne disposait que de deux bataillons sous son commandement, mais ses effectifs sont passés à trois bataillons en juin, puis à quatre bataillons en octobre.

### Structure théorique en 1939
- Rgt Pol (Cracovie)
  - Gp Pol 1
    - Bn Pol
    - Bn Pol
    - Bn Pol

  - Bn Pol 5
  - Bn Pol 106

### Structure en octobre 1940
- Rgt Pol (Cracovie)
  - Bn Pol 5
  - Bn Pol 106
  - Bn Pol
  - Bn Pol

## Invasion de l'Union soviétique
L'invasion de l'Union soviétique avec l'opération Barbarossa, en juin 1941, crée un besoin d'unités de sécurité de la zone arrière dans les zones arrière du Groupe d'armées et le Régiment de police de Cracovie en fournit certaines. Elles sont partiellement remplacées par des unités usées revenant de l'Union soviétique occupée. Lorsque le régiment est renommé le 9 juillet 1942 en 23e Régiment de police, le 1er bataillon provient du 307e Bataillon de police, tandis que les 2e et 3e bataillons sont formés à partir de compagnies de police indépendantes dispersées dans toute la Pologne occupée, bien que leurs compagnies de quartier général n'aient été formées que le 23 janvier 1943.
- 23e Rgt Pol
  - 1 Bn Pol (ex. 307 Bn Pol)
  - 2e Bn Pol
  - 3e Bn Pol

Au début de 1943, le 1er Bataillon est rebaptisé 3e Bataillon et réaffecté au 24e Régiment de police SS ; il est remplacé par une unité nouvellement formée. Tous les régiments de police sont rebaptisés unités de police SS le 24 février 1943.
Le 3e Bataillon aide à réprimer le Soulèvement du Ghetto de Varsovie d'avril 1943 à mai 1943. Le 2e Bataillon a été dissous en novembre 1944 et le reste du régiment en mars 1945.

## Remarques
1. ↑  Arico, pp. 81, 188, 191, 271, 309, 441–42; Tessin & Kanapin, pp. 536, 554
2. ↑  Arico, p. 411; Tessin & Kanapin, pp. 557, 625